# Date
|  | Aquest article tracta sobre la ciutat de la prefectura de Fukushima. Vegeu-ne altres significats a «Date (Hokkaidō)». |

Date (伊達市, Date-shi) és una ciutat de la prefectura de Fukushima, al Japó.
El 2015 tenia una població estimada de 63.755 habitants. El 2014 tenia una àrea total de 265,10 km².

## Geografia
Date està situada al nord de la prefectura de Fukushima, i fa frontera amb la prefectura de Miyagi pel nord. Els rius Abukuma i Hirose creuen la ciutat.

### Municipalitats veïnes
- Prefectura de Fukushima
  - Sōma
  - Fukushima
  - Kunimi
  - Kawamata
  - Koori
  - Iitate
- Prefectura de Miyagi
  - Shiroishi
  - Marumori

## Història
L'àrea de l'actual Date fou part de l'antiga província de Mutsu, i fou la llar ancestral del clan Date, que prosperà durant el període Kamakura i governà el domini de Sendai durant el període Edo. Després de la restauració Meiji, l'àrea passà a pertànyer a la província d'Iwaki, i fou organitzada en nombroses viles l'1 d'abril de 1898. L'1 d'abril de 1940 la vila de Nagaoka esdevingué el poble de Date.
L'actual ciutat de Date fou establerta l'1 de gener de 2006 mitjançant diverses fusions amb viles i pobles veïns.
Date està situada 60 km nord-oest de la Central nuclear de Fukushima Dai-ichi, on es produí l'accident nuclear resultat del terratrèmol i tsunami del Japó del 2011. Tot i trobar-se fora de la zona d'exclusió, els nivells de radiació a la ciutat forçaren als seus ciutadans a romandre tancats dins dels edificis.